# Ozero Mesjtjetskoje
Ozero Mesjtjetskoje (ryska: Озеро Мещецкое) är en sjö i Belarus.   Den ligger i voblasten Vitsebsks voblast, i den norra delen av landet, 220 km norr om huvudstaden Minsk. Ozero Mesjtjetskoje ligger 125 meter över havet. Arean är 0,56 kvadratkilometer. Den ligger vid sjön Ozero Jakovskoje. Den sträcker sig 1,2 kilometer i nord-sydlig riktning, och 0,7 kilometer i öst-västlig riktning.
I omgivningarna runt Ozero Mesjtjetskoje växer i huvudsak blandskog. Runt Ozero Mesjtjetskoje är det ganska tätbefolkat, med 72 invånare per kvadratkilometer.